# Friede von Barcelona

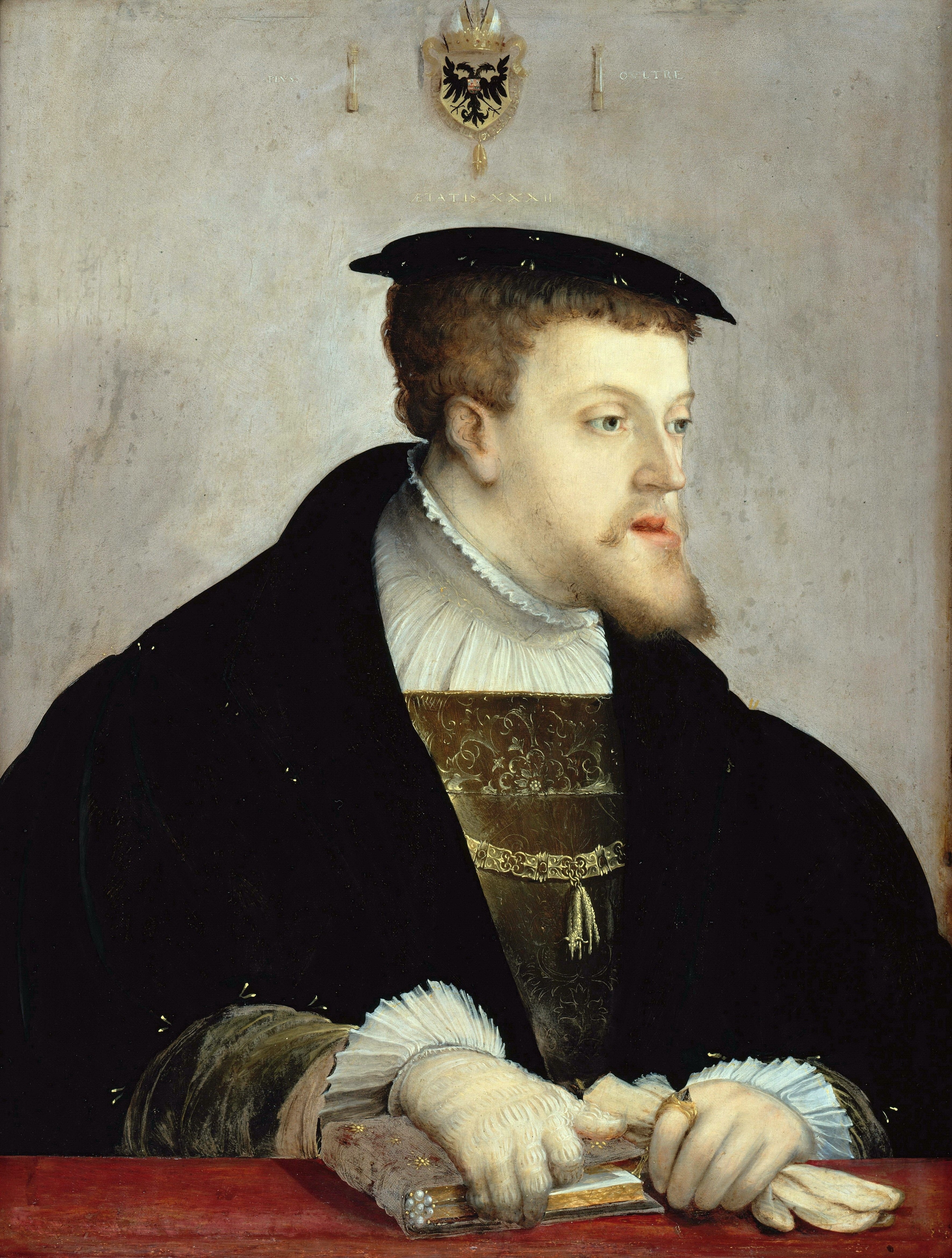
Kaiser Karl V., König Karl I. von Spanien (Porträt von Christoph Amberger, um 1532)

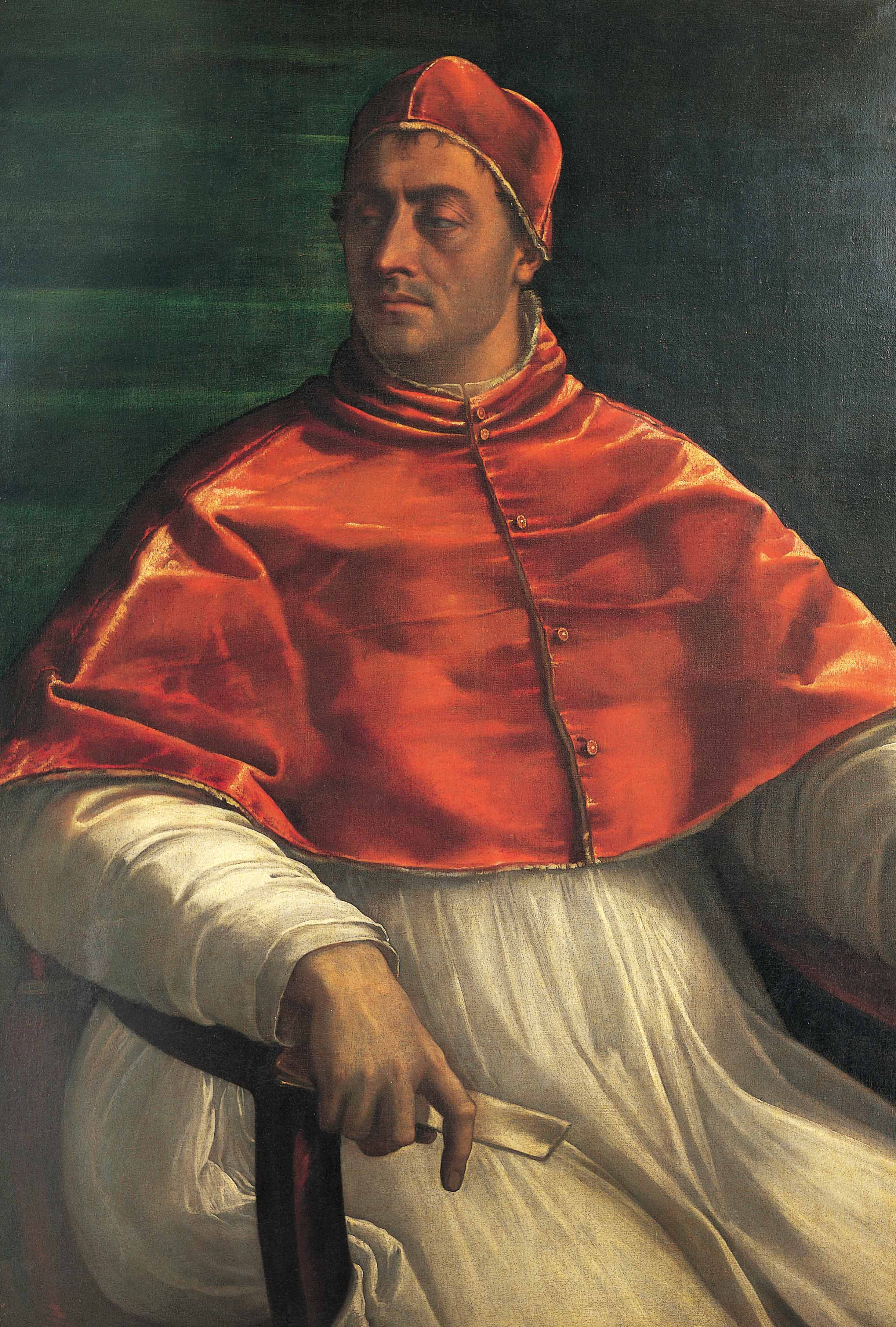
Papst Clemens VII. (Porträt von Sebastiano del Piombo, 1526)

Der Friede von Barcelona, geschlossen am 29. Juni 1529, beendete den Konflikt zwischen dem römisch-deutschen Kaiser und spanischen König Karl V. (Karl I. von Spanien) und Papst Clemens VII. gegen Ende des Krieges der Liga von Cognac.

## Vorgeschichte
Seit 1521 führte Karl V. mit Franz I. von Frankreich Krieg um die Herrschaft in Oberitalien. 
Clemens VII. bemühte sich in diesem Konflikt zunächst um Neutralität, doch näherte er sich in den folgenden Jahren der Seite Karls an.
1526 beendete er nach der Gefangennahme Franz’ I. in der Schlacht bei Pavia (1525) jedoch die Allianz mit Karl und schloss sich der Liga von Cognac an. Die kaiserlichen Truppen eroberten daraufhin Rom und es kam zum verheerenden Sacco di Roma. Der Papst flüchtete sich in die Engelsburg, musste sich jedoch Anfang Juni ergeben.

## Der Friedensvertrag

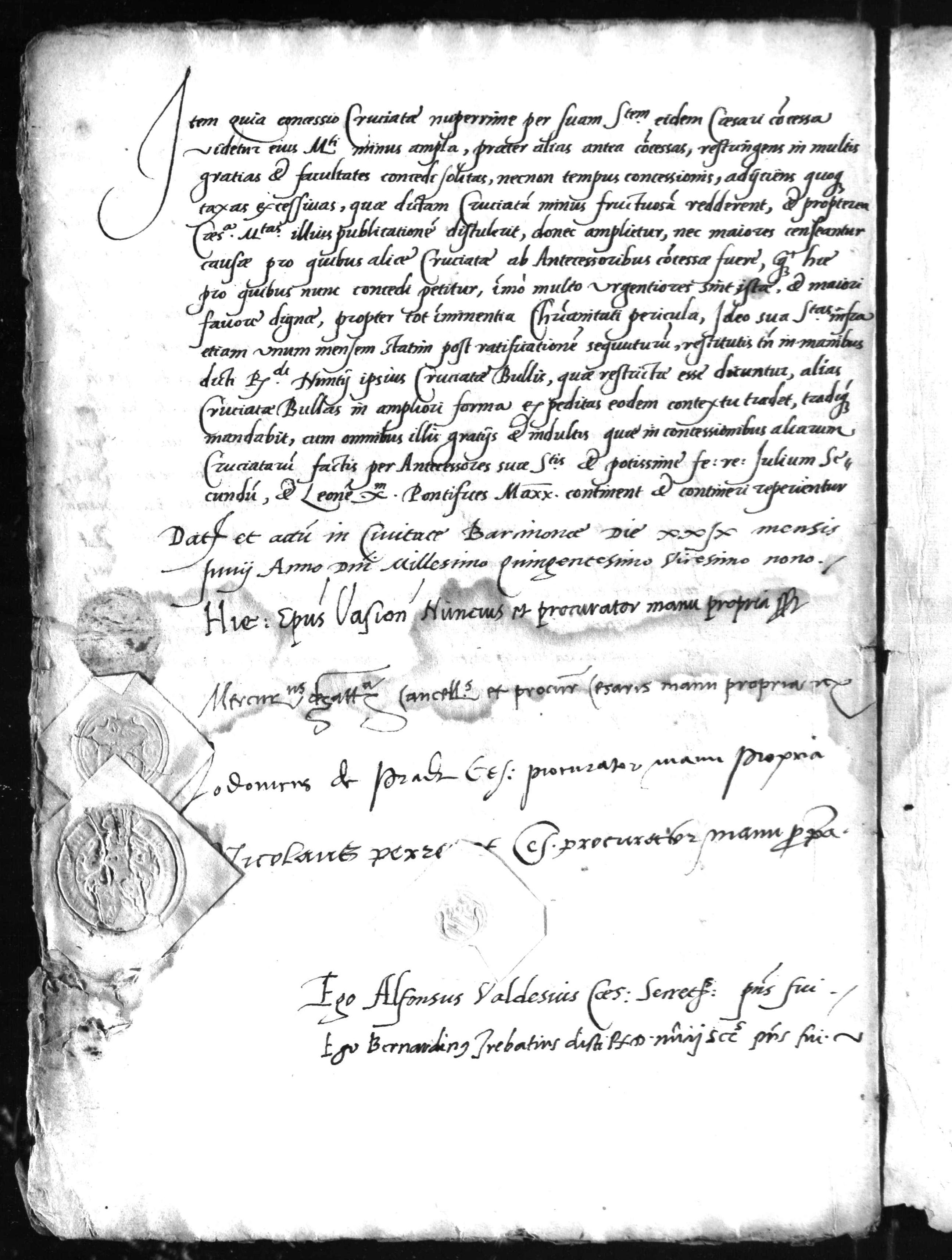
Frieden von Barcelona

In dem von Gattinara, von Praet und Granvelle mit dem päpstlichen Nuntius, dem Bischof von Vaison, ausgehandelten Frieden bestätigte Clemens VII. die habsburgische Hegemonie in Oberitalien mit weitgehenden Zugeständnissen hinsichtlich kirchlicher Benefizien und der Zusage der Kaiserkrönung Karls V.
Im Gegenzug erhielt der Papst die Oberhoheit über die dem Kirchenstaat in der Vergangenheit verlorenen Gebiete Italiens mit Ravenna, Cervia, Modena, Reggio und Rubiera und konnte damit das Fortbestehen des Kirchenstaates sichern.
Der Kaiser verpflichtete sich darin, den Neffen des Papstes, Alessandro de’ Medici, zur erneuten Herrschaft über Florenz zu verhelfen und die an Venedig verlorenen Gebiete zurückzuholen. Clemens VII. gestattete Karl V. dafür nicht nur die Belehnung mit dem Königreich Neapel sowie den Durchmarsch durch den Kirchenstaat, sondern auch eine mögliche Annexion des Herzogtums Mailand. Gegen die Sicherung der mediceischen Dynastie war der Papst also bereit, die habsburgische Hegemonie in Italien und Europa anzuerkennen.
Die Zusicherung der Wiedereinsetzung der vertriebenen Medici als Herrscher von Florenz, die während der Gefangenschaft des Papstes aus der Stadt vertrieben worden waren, war ihm vielleicht auch aufgrund seiner unehelichen Geburt als Sohn Giulianos I. de’ Medici ein besonderes Anliegen.
Wie so oft wurde auch dieser
Vertrag durch eine Heirat nochmals bekräftigt, und Margarete, eine uneheliche Tochter Karls V., wurde mit Alessandro de’ Medici, dem Herzog in spe, verheiratet.

## Folgen
In der Folge dieses Friedensvertrages kam es am 5. August 1529 zum sogenannten Damenfrieden von Cambrai zwischen Karl V. und Franz I. und am 24. Februar 1530 in Bologna zu der letzten Krönung eines römisch-deutschen Kaisers durch den Papst.